# Michael Friedman
Michael "Mike" Friedman (Pittsburgh, Pennsilvània, 19 de setembre de 1982) és un ciclista estatunidenc, professional del 2006 al 2014. Ha combinat la carretera amb la pista on ha obtingut diferents campionats nacionals

## Palmarès en pista
- 2005
  -  Campió dels Estats Units de Persecució per equips, amb Guillaume Nelessen, Robert Lea i Ryan Miller
- 2006
  -  Campió dels Estats Units de Persecució
  -  Campió dels Estats Units en Madison (amb Charles Bradley Huff)
  -  Campió dels Estats Units de Persecució per equips, amb Michael Creed, Charles Bradley Huff i William Frischkorn
- 2007
  -  Campió dels Estats Units de Puntuació
  -  Campió dels Estats Units de Persecució per equips, amb Michael Creed, Charles Bradley Huff i Colby Pearce

### Resultats a laCopa del Món en pista
- 2007-2008
  - 1r a Pequín, en Scratch

## Palmarès en ruta
- 2006
  - Vencedor d'una etapa al International Cycling Classic
- 2010
  - 1r al Tour de Corea
- 2013
  - 1r al Nature Valley Grand Prix